# Daffy - The Commando
Daffy - The Commando è un cortometraggio Looney Tunes uscito nel 1943, diretto da Friz Freleng e scritto da Michael Maltese.

## Trama
In piena Seconda Guerra Mondiale, in un campo di battaglia tedesco, il comandante-avvoltoio Von Vultur è preoccupato per l'imminente arrivo di un commando americano che teme si possa infiltrare nelle trincee da lui presiedute. Improvvisamente Von Vultur sente un aeroplano volare sul campo di battaglia, così chiama il suo intendente Schultz, il quale viene continuamente punito per la sua inefficienza a suon di martellate in testa, perché identifichi e abbatta il velivolo. Per mezzo di un riflettore, i due tentano di individuare il commando aereo, ma scoprono che si tratta di Daffy Duck, che si sta paracadutando sul campo di battaglia completamente da solo.
Una volta atterrato, Daffy inizia a combinarne di tutti i colori: per prima cosa utilizza il riflettore per fare le ombre cinesi; poi spaventa Von Vultur con delle smorfie, costringendolo a correre al riparo nel suo bunker. Qui Daffy gli consegna una bomba, che il comandante fa esplodere in mano al povero Schultz. Daffy scappa e Von Vultur lo insegue, fermandosi per rivolgere il saluto nazista a una puzzola, che lui scambia per Hitler. I due si incontrano presso una cabina telefonica, dove Daffy continua a prendersi gioco di lui chiedendogli dei gettoni per telefonare e infine facendolo entrare nella cabina, interrompendo l'inseguimento.
Daffy raggiunge poi un aeroplano, sfuggendo per un pelo a una flotta di caccia Messerschmitt; tuttavia Von Vultur distrugge il suo aereo per mezzo di una mitragliatrice. Daffy trova allora riparo in quello che crede essere un tunnel, che si rivela però un cannone Hobitzer, dal quale Von Vultur lo spara in aria. Daffy arriva in volo fino a Berlino, dove Hitler sta tenendo un discorso; il papero lo colpisce in testa con un martello, facendolo urlare.

## Analisi
Il cortometraggio animato appartiene alla categoria dei wartime cartoons, realizzati dagli studios americani negli anni centrali della II Guerra Mondiale e incentrati su una satira violenta e fortemente stereotipata di Adolf Hitler e della situazione geopolitica mondiale. Nel cortometraggio i nazisti appaiono pasticcioni e disorganizzati, e parlano in un confuso grammelot con forte accento tedesco. Il bersaglio principale del dileggio è Adolf Hitler, ma ci sono anche riferimenti ad altri dittatori: in una scena, von Vultur riceve un telegramma firmato dalle scimmie della guerra, raffigurate come caricature di Hitler, Hirohito e Benito Mussolini, quest'ultima cancellata poiché all'epoca l'Italia era stata estromessa dalla Guerra. Il personaggio di Schultz, ostinatamente fedele al capo che lo maltratta, potrebbe essere ispirato ai soldati nazisti visti nel film del 1942 Vogliamo vivere!, a sua volta feroce satira del nazismo.
A livello di tecnica, occorre notare come Hilter al termine del cortometraggio sia stato animato al rotoscopio, tecnica di notevole costo per l'epoca di produzione.
Non mancano inoltre riferimenti alla cultura di massa americana: la scena della cabina telefonica ricalca un simile sketch presente nello sceneggiato radiofonico Fibber McGee and Molly, all'epoca molto in voga. Infine, nel bunker di Von Vultur è presente un manifesto che ritrae una donna molto discinta.

## Disponibilità
Nel 1983, a causa dei contenuti non adatti al pubblico moderno, la Warner Bros. rifiutò di rinnovare i diritti d'autore del cortometraggio, che pertanto è caduto nel pubblico dominio; attualmente è comunque disponibile in alcune collezioni DVD della casa produttrice. Alcuni fotogrammi del cortometraggio sono visibili durante la sigla iniziale della serie Futurama.